# طواف الدنمارك 2021
طواف الدنمارك 2021 (بالدنماركية: PostNord Danmark Rundt 2021)‏ هو سباق دراجات هوائية، وهو الموسم رقم 30 من السباق، وأقيم خلال الفترة 10 أغسطس 2021، وحتى 14 أغسطس 2021، وهو أحد سباقات سلسلة سباقات الاتحاد الدولي للدراجات للمحترفين 2021، وقد شارك في السباق 131 متسابقاً ووصل إلى نهايته 105 متسابقاً.
فاز فيه بالمركز الأول رمكو أفينبول، وبالمركز الثاني مادس بيدرسن، وبالمركز الثالث مايك تيونسين، والفائز في ترتيب النقاط مادس بيدرسن، والفائز حسب ترتيب النقاط للشباب رمكو أفينبول، والفائز حسب ترتيب التسلق Rasmus Bøgh Wallin ‏، والفائز في تصنيف القتال Rasmus Bøgh Wallin ‏، والفريق الفائز في ترتيب الفرق تريك سيغافريدو.

## الفرق
| فرق عالمية (6)- Deceuninck-Quick Step - Jumbo-Visma - Lotto Soudal - Qhubeka NextHash - Team DSM - Trek-Segafredo فرق برو (7)- Bardiani CSF Faizanè - بنجوال دبليو بي 2021 ‏ - نوفو نورديسك 2021 ‏ - Rally Cycling - سبورت فلاندرين بالويس 2021 ‏ - أونو اكس برو سايكلنج تيم 2021 ‏ - 2021 ويلير تريستينا-سيل إيطاليا ‏ فرق قارية (5)- بي إتش إس - بل بيتون بورنهولم 2021 ‏ - كولوكويك 2021 ‏ - مازوززي سيرس بولسكي 2021 ‏ - ريستورانت سوري كارل راس 2021 ‏ - فريق ريوال للدراجات 2021 ‏ فريق وطني- فريق الدنمارك لركوب الدراجات للرجال 2021 ‏ |  |
| |  |

## المراحل
| قائمة المراحل | قائمة المراحل | قائمة المراحل             | قائمة المراحل  | قائمة المراحل | قائمة المراحل   | قائمة المراحل   |
| المرحلة       | التاريخ       | الدورة                    |                | المسافة (كم)  | الفائز بالمرحلة | القائد العام    |
| ------------- | ------------- | ------------------------- | -------------- | ------------- | --------------- | --------------- |
| مرحلة 1       | 10 أغسطس      | Struer ‏ – إيسبيرغ         | مرحلة مستوية   | 175٫3         | ديلان جروينويغن | ديلان جروينويغن |
| مرحلة 2       | 11 أغسطس      | Ribe ‏ – Sønderborg ‏       | مرحلة مستوية   | 189٫6         | مادس بيدرسن     | ديلان جروينويغن |
| مرحلة 3       | 12 أغسطس      | تندر ‏ – فايله             | مرحلة جبلية    | 219٫2         | رمكو أفينبول    | رمكو أفينبول    |
| مرحلة 4       | 13 أغسطس      | Holbæk ‏ – Kalundborg ‏     | مرحلة جبلية    | 188٫4         | كولن جويس       | رمكو أفينبول    |
| مرحلة 5       | 14 أغسطس      | فريدريكسبرغ – فريدريكسبرغ | فردي ضد الساعة | 10٫8          | رمكو أفينبول    | رمكو أفينبول    |

## النتيجة

### مرحلة 1
هي مرحلة مسطحة، أجريت في 10 أغسطس 2021، وامتدّت لمسافة 175.3 كيلومتر فاز بالمرحلة ديلان جروينويغن، ومتصدر الترتيب العام في نهاية المرحلة ديلان جروينويغن، والمتصدر حسب ترتيب النقاط ديلان جروينويغن، ومتصدر ترتيب التسلق Frederik Irgens Jensen ‏، ومتصدر ترتيب النقاط للشباب Morten Nørtoft ‏، ومتصدر ترتيب الفرق دكونيك-كويك ستب 2021 ‏.
| التصنيف العام         | التصنيف العام     | التصنيف العام   | التصنيف العام    | التصنيف العام     |
| العداء                | العداء            | البلد           | الفريق           | الوقت             |
| --------------------- | ----------------- | --------------- | ---------------- | ----------------- |
| 1                     | ديلان جروينويغن   | هولندا          | Jumbo-Visma      | 3 س 47 دقيقة 26 ث |
| 2                     | مارك كافنديش      | المملكة المتحدة | دكونيك كويك ستب  | + 4 ث             |
| 3                     | جياكومو نيزولو    | إيطاليا         | Qhubeka NextHash | + 6 ث             |
| 4                     | Arvid de Kleijn ‏  | هولندا          | Rally Cycling    | + 12 ث            |
| 5                     | سيس بول           | هولندا          | Team DSM         | + 12 ث            |
| 6                     | مايك تيونسين      | هولندا          | Jumbo-Visma      | + 12 ث            |
| 7                     | مادس بيدرسن       | الدنمارك        | تريك سيغافريدو   | + 12 ث            |
| 8                     | توش فان دير ساندي | بلجيكا          | لوتو سودال       | + 12 ث            |
| 9                     | Jannik Steimle ‏   | ألمانيا         | دكونيك كويك ستب  | + 12 ث            |
| 10                    | Louis Bendixen ‏   | الدنمارك        | الدنمارك         | + 12 ث            |
| مصدر: ProCyclingStats |                   |                 |                  |                   |

### مرحلة 2
هي مرحلة مسطحة، أجريت في 11 أغسطس 2021، وامتدّت لمسافة 189.6 كيلومتر فاز بالمرحلة مادس بيدرسن، ومتصدر الترتيب العام في نهاية المرحلة ديلان جروينويغن، والمتصدر حسب ترتيب النقاط ديلان جروينويغن، ومتصدر ترتيب التسلق Rasmus Bøgh Wallin ‏، ومتصدر ترتيب النقاط للشباب ماتياس سكجلموس جنسن، ومتصدر ترتيب الفرق تريك-سيغافريدو 2021 ‏.
| التصنيف العام         | التصنيف العام     | التصنيف العام   | التصنيف العام            | التصنيف العام     |
| العداء                | العداء            | البلد           | الفريق                   | الوقت             |
| --------------------- | ----------------- | --------------- | ------------------------ | ----------------- |
| 1                     | ديلان جروينويغن   | هولندا          | Jumbo-Visma              | 7 س 49 دقيقة 24 ث |
| 2                     | جياكومو نيزولو    | إيطاليا         | Qhubeka NextHash         | + 4 ث             |
| 3                     | مادس بيدرسن       | الدنمارك        | تريك سيغافريدو           | + 6 ث             |
| 4                     | مارك كافنديش      | المملكة المتحدة | دكونيك كويك ستب          | + 8 ث             |
| 5                     | Kenneth Van Rooy ‏ | بلجيكا          | Sport Vlaanderen-Baloise | + 13 ث            |
| 6                     | Arvid de Kleijn ‏  | هولندا          | Rally Cycling            | + 16 ث            |
| 7                     | Jannik Steimle ‏   | ألمانيا         | دكونيك كويك ستب          | + 16 ث            |
| 8                     | توش فان دير ساندي | بلجيكا          | لوتو سودال               | + 16 ث            |
| 9                     | Gerben Thijssen ‏  | بلجيكا          | لوتو سودال               | + 16 ث            |
| 10                    | راسموس تيلر       | النرويج         | Uno-X Pro Cycling Team   | + 16 ث            |
| مصدر: ProCyclingStats |                   |                 |                          |                   |

### مرحلة 3
هي مرحلة جبلية، أجريت في 12 أغسطس 2021، وامتدّت لمسافة 219.2 كيلومتر فاز بالمرحلة رمكو أفينبول، ومتصدر الترتيب العام في نهاية المرحلة رمكو أفينبول، والمتصدر حسب ترتيب النقاط مادس بيدرسن، ومتصدر ترتيب التسلق Rasmus Bøgh Wallin ‏، ومتصدر ترتيب النقاط للشباب رمكو أفينبول، ومتصدر ترتيب الفرق تريك-سيغافريدو 2021 ‏.
| التصنيف العام         | التصنيف العام       | التصنيف العام | التصنيف العام             | التصنيف العام      |
| العداء                | العداء              | البلد         | الفريق                    | الوقت              |
| --------------------- | ------------------- | ------------- | ------------------------- | ------------------ |
| 1                     | رمكو أفينبول        | بلجيكا        | دكونيك كويك ستب           | 12 س 44 دقيقة 14 ث |
| 2                     | توش فان دير ساندي   | بلجيكا        | لوتو سودال                | + 1 دقيقة 33 ث     |
| 3                     | مادس بيدرسن         | الدنمارك      | تريك سيغافريدو            | + 1 دقيقة 36 ث     |
| 4                     | نيك فان دير لييك    | هولندا        | Riwal Cycling Team        | + 1 دقيقة 38 ث     |
| 5                     | مايك تيونسين        | هولندا        | Jumbo-Visma               | + 1 دقيقة 40 ث     |
| 6                     | Anthon Charmig ‏     | الدنمارك      | Uno-X Pro Cycling Team    | + 2 دقيقة 04 ث     |
| 7                     | Milan Menten ‏       | بلجيكا        | Bingoal Pauwels Sauces WB | + 3 دقيقة 31 ث     |
| 8                     | ماتياس سكجلموس جنسن | الدنمارك      | تريك سيغافريدو            | + 3 دقيقة 31 ث     |
| 9                     | راسموس تيلر         | النرويج       | Uno-X Pro Cycling Team    | + 3 دقيقة 33 ث     |
| 10                    | لوكاس أريكسون       | السويد        | Riwal Cycling Team        | + 3 دقيقة 33 ث     |
| مصدر: ProCyclingStats |                     |               |                           |                    |

### مرحلة 4
هي مرحلة جبلية، أجريت في 13 أغسطس 2021، وامتدّت لمسافة 188.4 كيلومتر فاز بالمرحلة كولن جويس، ومتصدر الترتيب العام في نهاية المرحلة رمكو أفينبول، والمتصدر حسب ترتيب النقاط مادس بيدرسن، ومتصدر ترتيب التسلق Rasmus Bøgh Wallin ‏، ومتصدر ترتيب النقاط للشباب رمكو أفينبول، ومتصدر ترتيب الفرق تريك-سيغافريدو 2021 ‏.
| التصنيف العام         | التصنيف العام       | التصنيف العام | التصنيف العام             | التصنيف العام     |
| العداء                | العداء              | البلد         | الفريق                    | الوقت             |
| --------------------- | ------------------- | ------------- | ------------------------- | ----------------- |
| 1                     | رمكو أفينبول        | بلجيكا        | دكونيك كويك ستب           | 7 س 07 دقيقة 04 ث |
| 2                     | توش فان دير ساندي   | بلجيكا        | لوتو سودال                | + 1 دقيقة 33 ث    |
| 3                     | مادس بيدرسن         | الدنمارك      | تريك سيغافريدو            | + 1 دقيقة 36 ث    |
| 4                     | نيك فان دير لييك    | هولندا        | Riwal Cycling Team        | + 1 دقيقة 38 ث    |
| 5                     | مايك تيونسين        | هولندا        | Jumbo-Visma               | + 1 دقيقة 40 ث    |
| 6                     | Anthon Charmig ‏     | الدنمارك      | Uno-X DARE Development    | + 2 دقيقة 16 ث    |
| 7                     | Milan Menten ‏       | بلجيكا        | Bingoal Pauwels Sauces WB | + 3 دقيقة 31 ث    |
| 8                     | راسموس تيلر         | النرويج       | Uno-X Pro Cycling Team    | + 3 دقيقة 33 ث    |
| 9                     | لوكاس أريكسون       | السويد        | Riwal Cycling Team        | + 3 دقيقة 33 ث    |
| 10                    | ماتياس سكجلموس جنسن | الدنمارك      | تريك سيغافريدو            | + 3 دقيقة 43 ث    |
| مصدر: ProCyclingStats |                     |               |                           |                   |

### مرحلة 5
هي مرحلة من نوع سباق فردي ضد الساعة، أجريت في 14 أغسطس 2021، وامتدّت لمسافة 10.8 كيلومتر فاز بالمرحلة رمكو أفينبول، ومتصدر الترتيب العام في نهاية المرحلة رمكو أفينبول، والمتصدر حسب ترتيب النقاط مادس بيدرسن، ومتصدر ترتيب التسلق Rasmus Bøgh Wallin ‏، ومتصدر ترتيب النقاط للشباب رمكو أفينبول، ومتصدر ترتيب الفرق تريك-سيغافريدو 2021 ‏.
| التصنيف العام         | التصنيف العام | التصنيف العام | التصنيف العام   | التصنيف العام |
| العداء                | العداء        | البلد         | الفريق          | الوقت         |
| --------------------- | ------------- | ------------- | --------------- | ------------- |
| 1                     | رمكو أفينبول  | بلجيكا        | دكونيك كويك ستب |               |
| 2                     | مادس بيدرسن   | الدنمارك      | تريك سيغافريدو  |               |
| 3                     | مايك تيونسين  | هولندا        | Jumbo-Visma     |               |
| مصدر: ProCyclingStats |               |               |                 |               |

## المشاركون
| أونو-إكس موبيليتي ‏ UXT | أونو-إكس موبيليتي ‏ UXT | أونو-إكس موبيليتي ‏ UXT |
| ---------------------- | ---------------------- | ---------------------- |
| م                      | عداء                   | مرتبة                  |
| 1                      | نيكلاس لارسن           | لم يبدأ-2              |
| 2                      | راسموس تيلر            | 14                     |
| 3                      | أندرس سكارسيث          | 46                     |
| 4                      | كريستوفر هالفورسن      | لم يكمل السباق-2       |
| 5                      | دانيال هويلجارد        | لم يكمل السباق-3       |
| 6                      | Morten Hulgaard ‏       | 67                     |
| 7                      | Anthon Charmig ‏        | 7                      |

| Deceuninck-Quick Step DQT | Deceuninck-Quick Step DQT | Deceuninck-Quick Step DQT |
| ------------------------- | ------------------------- | ------------------------- |
| م                         | عداء                      | مرتبة                     |
| 11                        | مارك كافنديش              | 21                        |
| 12                        | Shane Archbold ‏           | 80                        |
| 13                        | Iljo Keisse ‏              | 87                        |
| 14                        | يفيس لامارت               | لم يبدأ-2                 |
| 15                        | مايكل موركوف              | 18                        |
| 16                        | Jannik Steimle ‏           | 15                        |
| 17                        | رمكو أفينبول              | 1                         |

| Trek-Segafredo TFS | Trek-Segafredo TFS | Trek-Segafredo TFS |
| ------------------ | ------------------ | ------------------ |
| م                  | عداء               | مرتبة              |
| 21                 | مادس بيدرسن        | 2                  |
| 22                 | جوليان برنارد      | 9                  |
| 23                 | Jakob Egholm ‏      | 94                 |
| 24                 | ألكسندر كامب       | 62                 |
| 25                 | ماتيو موشيتي       | لم يكمل السباق-4   |
| 26                 | ميشيل رييس         | لم يكمل السباق-4   |
| 27                 | Mattias Skjelmose  | 8                  |

| Team DSM DSM | Team DSM DSM          | Team DSM DSM |
| ------------ | --------------------- | ------------ |
| م            | عداء                  | مرتبة        |
| 31           | سورين كراغ أندرسن     | 6            |
| 32           | Tim Naberman ‏         | 63           |
| 33           | سيس بول               | 41           |
| 34           | كاسبر بيدرسين         | OTL-3        |
| 35           | Martin Salmon ‏        | 84           |
| 36           | Joris Nieuwenhuis ‏    | 54           |
| 37           | Tobias Lund Andresen ‏ | لم يبدأ-2    |

| Jumbo-Visma TJV | Jumbo-Visma TJV  | Jumbo-Visma TJV |
| --------------- | ---------------- | --------------- |
| م               | عداء             | مرتبة           |
| 41              | ديلان جروينويغن  | 28              |
| 42              | Edoardo Affini ‏  | 42              |
| 43              | كريس هاربر       | 65              |
| 44              | تيمو روزن (طريق) | 38              |
| 45              | مايك تيونسين     | 3               |
| 46              | Tim van Dijke ‏   | 43              |
| 47              | ريك بلومرز ‏      | 17              |

| Qhubeka NextHash TQA | Qhubeka NextHash TQA  | Qhubeka NextHash TQA |
| -------------------- | --------------------- | -------------------- |
| م                    | عداء                  | مرتبة                |
| 51                   | لاسي نورمان هانسن     | 91                   |
| 52                   | Antonio Puppio ‏       | 26                   |
| 53                   | Michael Gogl ‏         | 51                   |
| 54                   | جياكومو نيزولو (طريق) | 22                   |
| 55                   | ماتيو بيلوتشي         | 102                  |
| 56                   | ماورو شميد            | لم يكمل السباق-4     |
| 57                   | أندرياس ستوكبرو       | 49                   |

| لوتو سودال LTS | لوتو سودال LTS     | لوتو سودال LTS |
| -------------- | ------------------ | -------------- |
| م              | عداء               | مرتبة          |
| 61             | توش فان دير ساندي  | 5              |
| 62             | سيباستيان غرينيار ‏ | 39             |
| 63             | Kamil Małecki ‏     | 55             |
| 64             | Harry Sweeny ‏      | لم يبدأ-3      |
| 65             | Gerben Thijssen ‏   | 35             |

| ويلير تريستينا-سيل إيطاليا ‏ THR | ويلير تريستينا-سيل إيطاليا ‏ THR | ويلير تريستينا-سيل إيطاليا ‏ THR |
| ------------------------------- | ------------------------------- | ------------------------------- |
| م                               | عداء                            | مرتبة                           |
| 71                              | ياكوب ماريكزكو                  | 93                              |
| 72                              | ماركو فرايبسي                   | لم يكمل السباق-4                |
| 73                              | بيترو بيفيلاكوا                 | 92                              |
| 74                              | Mattia Bevilacqua ‏              | 61                              |
| 75                              | Davide Orrico ‏                  | 30                              |
| 76                              | ريكاردو ستاكليوتي               | 83                              |
| 77                              | Etienne van Empel ‏              | لم يكمل السباق-2                |

| Rally Cycling RLY | Rally Cycling RLY  | Rally Cycling RLY |
| ----------------- | ------------------ | ----------------- |
| م                 | عداء               | مرتبة             |
| 81                | روبن كاربنتر       | 32                |
| 82                | Pier-André Côté ‏   | 13                |
| 83                | Matteo Dal-Cin ‏    | لم يبدأ-2         |
| 84                | Arvid de Kleijn ‏   | 33                |
| 85                | آدم دي فوس (طريق)  | 79                |
| 86                | كولن جويس          | 20                |
| 87                | Nickolas Zukowsky ‏ | 37                |

| تيم نوفو نورديسك ‏ TNN | تيم نوفو نورديسك ‏ TNN              | تيم نوفو نورديسك ‏ TNN |
| --------------------- | ---------------------------------- | --------------------- |
| م                     | عداء                               | مرتبة                 |
| 91                    | Umberto Poli (cyclist) ‏            | 98                    |
| 92                    | Andrea Peron (cyclist, born 1988) ‏ | 90                    |
| 93                    | ديفيد لوزانو                       | 44                    |
| 94                    | Declan Irvine ‏                     | OTL-5                 |
| 95                    | سام براند                          | 97                    |
| 96                    | Péter Kusztor ‏                     | 104                   |
| 97                    | Robbe Ceurens ‏                     | لم يكمل السباق-3      |

| بنجوال باوليز ساوكس دبليو بي ‏ BWB | بنجوال باوليز ساوكس دبليو بي ‏ BWB | بنجوال باوليز ساوكس دبليو بي ‏ BWB |
| --------------------------------- | --------------------------------- | --------------------------------- |
| م                                 | عداء                              | مرتبة                             |
| 101                               | تيموثي دوبونت                     | 36                                |
| 102                               | Jonas Castrique ‏                  | 85                                |
| 103                               | Milan Menten ‏                     | 11                                |
| 104                               | Laurenz Rex ‏                      | 66                                |
| 105                               | Jelle Declerck‏                    | 86                                |
| 106                               | Dorian De Maeght ‏                 | 52                                |
| 107                               | Nathan Vandepitte ‏                | 100                               |

| سبورت فلاندرين بالويس ‏ SVB | سبورت فلاندرين بالويس ‏ SVB | سبورت فلاندرين بالويس ‏ SVB |
| -------------------------- | -------------------------- | -------------------------- |
| م                          | عداء                       | مرتبة                      |
| 111                        | Ruben Apers ‏               | 59                         |
| 112                        | Aaron Van Poucke ‏          | 53                         |
| 113                        | غيليس دي وايلد ‏            | لم يكمل السباق-3           |
| 114                        | توماس سبرينجرز             | 40                         |
| 115                        | Kenneth Van Rooy ‏          | 19                         |
| 116                        | Jordi Warlop ‏              | 47                         |
| 117                        | Thimo Willems ‏             | 29                         |

| Bardiani CSF Faizanè BCF | Bardiani CSF Faizanè BCF | Bardiani CSF Faizanè BCF |
| ------------------------ | ------------------------ | ------------------------ |
| م                        | عداء                     | مرتبة                    |
| 121                      | إنريكو باتاغلين          | 48                       |
| 122                      | Filippo Fiorelli ‏        | 60                       |
| 123                      | ميركو مايستري            | 68                       |
| 124                      | Fabio Mazzucco ‏          | 58                       |
| 125                      | Alessandro Tonelli ‏      | لم يكمل السباق-2         |
| 126                      | Tomas Trainini ‏          | لم يكمل السباق-3         |
| 127                      | Samuele Zoccarato ‏       | 71                       |

| Mazowsze Serce Polski ‏ MSP | Mazowsze Serce Polski ‏ MSP | Mazowsze Serce Polski ‏ MSP |
| -------------------------- | -------------------------- | -------------------------- |
| م                          | عداء                       | مرتبة                      |
| 131                        | Adrian Banaszek ‏           | 82                         |
| 132                        | آلان باناسيك               | لم يبدأ-3                  |
| 133                        | Norbert Banaszek ‏          | 95                         |
| 134                        | Paweł Bernas ‏              | 76                         |
| 135                        | ياكوب كازماريك             | 57                         |
| 136                        | Adrian Kurek ‏              | 99                         |
| 137                        | ميكيل ريم (طريق)           | لم يكمل السباق-4           |

| فريق ريوال للدراجات ‏ RIW | فريق ريوال للدراجات ‏ RIW | فريق ريوال للدراجات ‏ RIW |
| ------------------------ | ------------------------ | ------------------------ |
| م                        | عداء                     | مرتبة                    |
| 141                      | يسبر هانسن               | 31                       |
| 142                      | لوكاس أريكسون            | 10                       |
| 143                      | Tobias Kongstad ‏         | 64                       |
| 144                      | نيك فان دير لييك         | 4                        |
| 145                      | Elmar Reinders ‏          | لم يكمل السباق-3         |
| 146                      | راسموس كواد              | 88                       |
| 147                      | Morten Nørtoft ‏          | 73                       |

| كولوكويك للدراجات ‏ TCQ | كولوكويك للدراجات ‏ TCQ     | كولوكويك للدراجات ‏ TCQ |
| ---------------------- | -------------------------- | ---------------------- |
| م                      | عداء                       | مرتبة                  |
| 151                    | Frederik Muff ‏             | 96                     |
| 152                    | مادس أوسترغارد كريستنسن ‏   | 23                     |
| 153                    | Jeppe Aaskov Pallesen ‏     | 12                     |
| 154                    | نيكولاي بروشنر             | 89                     |
| 155                    | مادس أندرسن ‏               | 101                    |
| 156                    | Alexander Salby ‏           | 81                     |
| 157                    | Kasper Andersen (cyclist) ‏ | 34                     |

| ريستورانت سوري كارل راس ‏ SCC | ريستورانت سوري كارل راس ‏ SCC | ريستورانت سوري كارل راس ‏ SCC |
| ---------------------------- | ---------------------------- | ---------------------------- |
| م                            | عداء                         | مرتبة                        |
| 161                          | Christian Lindquist ‏         | 103                          |
| 162                          | ماثياس لارسن ‏                | 74                           |
| 163                          | Sebastian Nielsen ‏           | 50                           |
| 164                          | راسموس بيدرسن                | لم يكمل السباق-2             |
| 165                          | راسموس لوند‏                  | لم يكمل السباق-2             |
| 166                          | Julius Nowak Dalner ‏         | لم يكمل السباق-3             |
| 167                          | Markus Kramer ‏               | لم يكمل السباق-3             |

| بي إتش إس - بل بيتون بورنهولم ‏ BPC | بي إتش إس - بل بيتون بورنهولم ‏ BPC | بي إتش إس - بل بيتون بورنهولم ‏ BPC |
| ---------------------------------- | ---------------------------------- | ---------------------------------- |
| م                                  | عداء                               | مرتبة                              |
| 171                                | Emil Toudal ‏                       | 77                                 |
| 172                                | Mads Rahbek ‏                       | 16                                 |
| 173                                | Frederik Irgens Jensen ‏            | 56                                 |
| 174                                | ماتياس بريجنهوج ‏                   | 45                                 |
| 175                                | Nils Lau Nyborg Broge ‏             | 27                                 |
| 176                                | مارتن توفت مادسن                   | لم يكمل السباق-2                   |
| 177                                | Adam Holm Jørgensen ‏               | 75                                 |

| فريق الدنمارك لركوب الدراجات للرجال 2021 ‏ DEN | فريق الدنمارك لركوب الدراجات للرجال 2021 ‏ DEN | فريق الدنمارك لركوب الدراجات للرجال 2021 ‏ DEN |
| --------------------------------------------- | --------------------------------------------- | --------------------------------------------- |
| م                                             | عداء                                          | مرتبة                                         |
| 181                                           | Louis Bendixen ‏                               | 24                                            |
| 182                                           | Anders Foldager ‏                              | 105                                           |
| 183                                           | Rasmus Søjberg Pedersen ‏                      | 69                                            |
| 184                                           | Rasmus Bøgh Wallin ‏                           | 78                                            |
| 185                                           | Daniel Stampe ‏                                | 70                                            |
| 186                                           | Magnus Bak Klaris ‏                            | 25                                            |
| 187                                           | Simon Bak ‏                                    | 72                                            |

| أونو-إكس موبيليتي ‏ UXT | أونو-إكس موبيليتي ‏ UXT | أونو-إكس موبيليتي ‏ UXT |
| ---------------------- | ---------------------- | ---------------------- |
| م                      | عداء                   | مرتبة                  |
| 1                      | نيكلاس لارسن           | لم يبدأ-2              |
| 2                      | راسموس تيلر            | 14                     |
| 3                      | أندرس سكارسيث          | 46                     |
| 4                      | كريستوفر هالفورسن      | لم يكمل السباق-2       |
| 5                      | دانيال هويلجارد        | لم يكمل السباق-3       |
| 6                      | Morten Hulgaard ‏       | 67                     |
| 7                      | Anthon Charmig ‏        | 7                      |

| Deceuninck-Quick Step DQT | Deceuninck-Quick Step DQT | Deceuninck-Quick Step DQT |
| ------------------------- | ------------------------- | ------------------------- |
| م                         | عداء                      | مرتبة                     |
| 11                        | مارك كافنديش              | 21                        |
| 12                        | Shane Archbold ‏           | 80                        |
| 13                        | Iljo Keisse ‏              | 87                        |
| 14                        | يفيس لامارت               | لم يبدأ-2                 |
| 15                        | مايكل موركوف              | 18                        |
| 16                        | Jannik Steimle ‏           | 15                        |
| 17                        | رمكو أفينبول              | 1                         |

| Trek-Segafredo TFS | Trek-Segafredo TFS | Trek-Segafredo TFS |
| ------------------ | ------------------ | ------------------ |
| م                  | عداء               | مرتبة              |
| 21                 | مادس بيدرسن        | 2                  |
| 22                 | جوليان برنارد      | 9                  |
| 23                 | Jakob Egholm ‏      | 94                 |
| 24                 | ألكسندر كامب       | 62                 |
| 25                 | ماتيو موشيتي       | لم يكمل السباق-4   |
| 26                 | ميشيل رييس         | لم يكمل السباق-4   |
| 27                 | Mattias Skjelmose  | 8                  |

| Team DSM DSM | Team DSM DSM          | Team DSM DSM |
| ------------ | --------------------- | ------------ |
| م            | عداء                  | مرتبة        |
| 31           | سورين كراغ أندرسن     | 6            |
| 32           | Tim Naberman ‏         | 63           |
| 33           | سيس بول               | 41           |
| 34           | كاسبر بيدرسين         | OTL-3        |
| 35           | Martin Salmon ‏        | 84           |
| 36           | Joris Nieuwenhuis ‏    | 54           |
| 37           | Tobias Lund Andresen ‏ | لم يبدأ-2    |

| Jumbo-Visma TJV | Jumbo-Visma TJV  | Jumbo-Visma TJV |
| --------------- | ---------------- | --------------- |
| م               | عداء             | مرتبة           |
| 41              | ديلان جروينويغن  | 28              |
| 42              | Edoardo Affini ‏  | 42              |
| 43              | كريس هاربر       | 65              |
| 44              | تيمو روزن (طريق) | 38              |
| 45              | مايك تيونسين     | 3               |
| 46              | Tim van Dijke ‏   | 43              |
| 47              | ريك بلومرز ‏      | 17              |

| Qhubeka NextHash TQA | Qhubeka NextHash TQA  | Qhubeka NextHash TQA |
| -------------------- | --------------------- | -------------------- |
| م                    | عداء                  | مرتبة                |
| 51                   | لاسي نورمان هانسن     | 91                   |
| 52                   | Antonio Puppio ‏       | 26                   |
| 53                   | Michael Gogl ‏         | 51                   |
| 54                   | جياكومو نيزولو (طريق) | 22                   |
| 55                   | ماتيو بيلوتشي         | 102                  |
| 56                   | ماورو شميد            | لم يكمل السباق-4     |
| 57                   | أندرياس ستوكبرو       | 49                   |

| لوتو سودال LTS | لوتو سودال LTS     | لوتو سودال LTS |
| -------------- | ------------------ | -------------- |
| م              | عداء               | مرتبة          |
| 61             | توش فان دير ساندي  | 5              |
| 62             | سيباستيان غرينيار ‏ | 39             |
| 63             | Kamil Małecki ‏     | 55             |
| 64             | Harry Sweeny ‏      | لم يبدأ-3      |
| 65             | Gerben Thijssen ‏   | 35             |

| ويلير تريستينا-سيل إيطاليا ‏ THR | ويلير تريستينا-سيل إيطاليا ‏ THR | ويلير تريستينا-سيل إيطاليا ‏ THR |
| ------------------------------- | ------------------------------- | ------------------------------- |
| م                               | عداء                            | مرتبة                           |
| 71                              | ياكوب ماريكزكو                  | 93                              |
| 72                              | ماركو فرايبسي                   | لم يكمل السباق-4                |
| 73                              | بيترو بيفيلاكوا                 | 92                              |
| 74                              | Mattia Bevilacqua ‏              | 61                              |
| 75                              | Davide Orrico ‏                  | 30                              |
| 76                              | ريكاردو ستاكليوتي               | 83                              |
| 77                              | Etienne van Empel ‏              | لم يكمل السباق-2                |

| Rally Cycling RLY | Rally Cycling RLY  | Rally Cycling RLY |
| ----------------- | ------------------ | ----------------- |
| م                 | عداء               | مرتبة             |
| 81                | روبن كاربنتر       | 32                |
| 82                | Pier-André Côté ‏   | 13                |
| 83                | Matteo Dal-Cin ‏    | لم يبدأ-2         |
| 84                | Arvid de Kleijn ‏   | 33                |
| 85                | آدم دي فوس (طريق)  | 79                |
| 86                | كولن جويس          | 20                |
| 87                | Nickolas Zukowsky ‏ | 37                |

| تيم نوفو نورديسك ‏ TNN | تيم نوفو نورديسك ‏ TNN              | تيم نوفو نورديسك ‏ TNN |
| --------------------- | ---------------------------------- | --------------------- |
| م                     | عداء                               | مرتبة                 |
| 91                    | Umberto Poli (cyclist) ‏            | 98                    |
| 92                    | Andrea Peron (cyclist, born 1988) ‏ | 90                    |
| 93                    | ديفيد لوزانو                       | 44                    |
| 94                    | Declan Irvine ‏                     | OTL-5                 |
| 95                    | سام براند                          | 97                    |
| 96                    | Péter Kusztor ‏                     | 104                   |
| 97                    | Robbe Ceurens ‏                     | لم يكمل السباق-3      |

| بنجوال باوليز ساوكس دبليو بي ‏ BWB | بنجوال باوليز ساوكس دبليو بي ‏ BWB | بنجوال باوليز ساوكس دبليو بي ‏ BWB |
| --------------------------------- | --------------------------------- | --------------------------------- |
| م                                 | عداء                              | مرتبة                             |
| 101                               | تيموثي دوبونت                     | 36                                |
| 102                               | Jonas Castrique ‏                  | 85                                |
| 103                               | Milan Menten ‏                     | 11                                |
| 104                               | Laurenz Rex ‏                      | 66                                |
| 105                               | Jelle Declerck‏                    | 86                                |
| 106                               | Dorian De Maeght ‏                 | 52                                |
| 107                               | Nathan Vandepitte ‏                | 100                               |

| سبورت فلاندرين بالويس ‏ SVB | سبورت فلاندرين بالويس ‏ SVB | سبورت فلاندرين بالويس ‏ SVB |
| -------------------------- | -------------------------- | -------------------------- |
| م                          | عداء                       | مرتبة                      |
| 111                        | Ruben Apers ‏               | 59                         |
| 112                        | Aaron Van Poucke ‏          | 53                         |
| 113                        | غيليس دي وايلد ‏            | لم يكمل السباق-3           |
| 114                        | توماس سبرينجرز             | 40                         |
| 115                        | Kenneth Van Rooy ‏          | 19                         |
| 116                        | Jordi Warlop ‏              | 47                         |
| 117                        | Thimo Willems ‏             | 29                         |

| Bardiani CSF Faizanè BCF | Bardiani CSF Faizanè BCF | Bardiani CSF Faizanè BCF |
| ------------------------ | ------------------------ | ------------------------ |
| م                        | عداء                     | مرتبة                    |
| 121                      | إنريكو باتاغلين          | 48                       |
| 122                      | Filippo Fiorelli ‏        | 60                       |
| 123                      | ميركو مايستري            | 68                       |
| 124                      | Fabio Mazzucco ‏          | 58                       |
| 125                      | Alessandro Tonelli ‏      | لم يكمل السباق-2         |
| 126                      | Tomas Trainini ‏          | لم يكمل السباق-3         |
| 127                      | Samuele Zoccarato ‏       | 71                       |

| Mazowsze Serce Polski ‏ MSP | Mazowsze Serce Polski ‏ MSP | Mazowsze Serce Polski ‏ MSP |
| -------------------------- | -------------------------- | -------------------------- |
| م                          | عداء                       | مرتبة                      |
| 131                        | Adrian Banaszek ‏           | 82                         |
| 132                        | آلان باناسيك               | لم يبدأ-3                  |
| 133                        | Norbert Banaszek ‏          | 95                         |
| 134                        | Paweł Bernas ‏              | 76                         |
| 135                        | ياكوب كازماريك             | 57                         |
| 136                        | Adrian Kurek ‏              | 99                         |
| 137                        | ميكيل ريم (طريق)           | لم يكمل السباق-4           |

| فريق ريوال للدراجات ‏ RIW | فريق ريوال للدراجات ‏ RIW | فريق ريوال للدراجات ‏ RIW |
| ------------------------ | ------------------------ | ------------------------ |
| م                        | عداء                     | مرتبة                    |
| 141                      | يسبر هانسن               | 31                       |
| 142                      | لوكاس أريكسون            | 10                       |
| 143                      | Tobias Kongstad ‏         | 64                       |
| 144                      | نيك فان دير لييك         | 4                        |
| 145                      | Elmar Reinders ‏          | لم يكمل السباق-3         |
| 146                      | راسموس كواد              | 88                       |
| 147                      | Morten Nørtoft ‏          | 73                       |

| كولوكويك للدراجات ‏ TCQ | كولوكويك للدراجات ‏ TCQ     | كولوكويك للدراجات ‏ TCQ |
| ---------------------- | -------------------------- | ---------------------- |
| م                      | عداء                       | مرتبة                  |
| 151                    | Frederik Muff ‏             | 96                     |
| 152                    | مادس أوسترغارد كريستنسن ‏   | 23                     |
| 153                    | Jeppe Aaskov Pallesen ‏     | 12                     |
| 154                    | نيكولاي بروشنر             | 89                     |
| 155                    | مادس أندرسن ‏               | 101                    |
| 156                    | Alexander Salby ‏           | 81                     |
| 157                    | Kasper Andersen (cyclist) ‏ | 34                     |

| ريستورانت سوري كارل راس ‏ SCC | ريستورانت سوري كارل راس ‏ SCC | ريستورانت سوري كارل راس ‏ SCC |
| ---------------------------- | ---------------------------- | ---------------------------- |
| م                            | عداء                         | مرتبة                        |
| 161                          | Christian Lindquist ‏         | 103                          |
| 162                          | ماثياس لارسن ‏                | 74                           |
| 163                          | Sebastian Nielsen ‏           | 50                           |
| 164                          | راسموس بيدرسن                | لم يكمل السباق-2             |
| 165                          | راسموس لوند‏                  | لم يكمل السباق-2             |
| 166                          | Julius Nowak Dalner ‏         | لم يكمل السباق-3             |
| 167                          | Markus Kramer ‏               | لم يكمل السباق-3             |

| بي إتش إس - بل بيتون بورنهولم ‏ BPC | بي إتش إس - بل بيتون بورنهولم ‏ BPC | بي إتش إس - بل بيتون بورنهولم ‏ BPC |
| ---------------------------------- | ---------------------------------- | ---------------------------------- |
| م                                  | عداء                               | مرتبة                              |
| 171                                | Emil Toudal ‏                       | 77                                 |
| 172                                | Mads Rahbek ‏                       | 16                                 |
| 173                                | Frederik Irgens Jensen ‏            | 56                                 |
| 174                                | ماتياس بريجنهوج ‏                   | 45                                 |
| 175                                | Nils Lau Nyborg Broge ‏             | 27                                 |
| 176                                | مارتن توفت مادسن                   | لم يكمل السباق-2                   |
| 177                                | Adam Holm Jørgensen ‏               | 75                                 |

| فريق الدنمارك لركوب الدراجات للرجال 2021 ‏ DEN | فريق الدنمارك لركوب الدراجات للرجال 2021 ‏ DEN | فريق الدنمارك لركوب الدراجات للرجال 2021 ‏ DEN |
| --------------------------------------------- | --------------------------------------------- | --------------------------------------------- |
| م                                             | عداء                                          | مرتبة                                         |
| 181                                           | Louis Bendixen ‏                               | 24                                            |
| 182                                           | Anders Foldager ‏                              | 105                                           |
| 183                                           | Rasmus Søjberg Pedersen ‏                      | 69                                            |
| 184                                           | Rasmus Bøgh Wallin ‏                           | 78                                            |
| 185                                           | Daniel Stampe ‏                                | 70                                            |
| 186                                           | Magnus Bak Klaris ‏                            | 25                                            |
| 187                                           | Simon Bak ‏                                    | 72                                            |

## التصنيف العام النهائي
| التصنيف العام         | التصنيف العام       | التصنيف العام | التصنيف العام          | التصنيف العام      |
| العداء                | العداء              | البلد         | الفريق                 | الوقت              |
| --------------------- | ------------------- | ------------- | ---------------------- | ------------------ |
| 1                     | رمكو أفينبول        | بلجيكا        | دكونيك كويك ستب        | 17 س 19 دقيقة 17 ث |
| 2                     | مادس بيدرسن         | الدنمارك      | تريك سيغافريدو         | + 1 دقيقة 42 ث     |
| 3                     | مايك تيونسين        | هولندا        | Jumbo-Visma            | + 2 دقيقة 00 ث     |
| 4                     | نيك فان دير لييك    | هولندا        | Riwal Cycling Team     | + 2 دقيقة 14 ث     |
| 5                     | توش فان دير ساندي   | بلجيكا        | لوتو سودال             | + 2 دقيقة 30 ث     |
| 6                     | سورين كراغ أندرسن   | الدنمارك      | Team DSM               | + 3 دقيقة 46 ث     |
| 7                     | Anthon Charmig ‏     | الدنمارك      | Uno-X Pro Cycling Team | + 3 دقيقة 51 ث     |
| 8                     | ماتياس سكجلموس جنسن | الدنمارك      | تريك سيغافريدو         | + 4 دقيقة 06 ث     |
| 9                     | جوليان برنارد       | فرنسا         | تريك سيغافريدو         | + 4 دقيقة 42 ث     |
| 10                    | لوكاس أريكسون       | السويد        | Riwal Cycling Team     | + 4 دقيقة 42 ث     |
| مصدر: ProCyclingStats |                     |               |                        |                    |

### تصنيف النقاط
| تصنيف النقاط          | تصنيف النقاط       | تصنيف النقاط     | تصنيف النقاط             | تصنيف النقاط |
| العداء                | العداء             | البلد            | الفريق                   | النقاط       |
| --------------------- | ------------------ | ---------------- | ------------------------ | ------------ |
| 1                     | مادس بيدرسن        | الدنمارك         | تريك سيغافريدو           | 52 نقطة      |
| 2                     | رمكو أفينبول       | بلجيكا           | دكونيك كويك ستب          | 30 نقطة      |
| 3                     | جياكومو نيزولو     | إيطاليا          | Qhubeka NextHash         | 29 نقطة      |
| 4                     | مايك تيونسين       | هولندا           | Jumbo-Visma              | 26 نقطة      |
| 5                     | ديلان جروينويغن    | هولندا           | Jumbo-Visma              | 25 نقطة      |
| 6                     | توش فان دير ساندي  | بلجيكا           | لوتو سودال               | 21 نقطة      |
| 8                     | مارك كافنديش       | المملكة المتحدة  | دكونيك كويك ستب          | 20 نقطة      |
| 9                     | كولن جويس          | الولايات المتحدة | Rally Cycling            | 18 نقطة      |
| 10                    | Sebastian Nielsen ‏ | الدنمارك         | Restaurant Suri-Carl Ras | 18 نقطة      |
| 10                    | Jannik Steimle ‏    | ألمانيا          | دكونيك كويك ستب          | 20 نقطة      |
| مصدر: ProCyclingStats |                    |                  |                          |              |

### تصنيف الجبال
| تصنيف الجبال          | تصنيف الجبال            | تصنيف الجبال | تصنيف الجبال              | تصنيف الجبال |
| العداء                | العداء                  | البلد        | الفريق                    | النقاط       |
| --------------------- | ----------------------- | ------------ | ------------------------- | ------------ |
| 1                     | Rasmus Bøgh Wallin ‏     | الدنمارك     | الدنمارك                  | 40 نقطة      |
| 2                     | Emil Toudal ‏            | الدنمارك     | BHS-PL Beton Bornholm     | 40 نقطة      |
| 3                     | Frederik Irgens Jensen ‏ | الدنمارك     | BHS-PL Beton Bornholm     | 32 نقطة      |
| 4                     | Jannik Steimle ‏         | ألمانيا      | دكونيك كويك ستب           | 16 نقطة      |
| 5                     | جوليان برنارد           | فرنسا        | تريك سيغافريدو            | 12 نقطة      |
| 6                     | يسبر هانسن              | الدنمارك     | Riwal Cycling Team        | 12 نقطة      |
| 7                     | Daniel Stampe ‏          | الدنمارك     | الدنمارك                  | 12 نقطة      |
| 8                     | Norbert Banaszek ‏       | بولندا       | HRE Mazowsze Serce Polski | 12 نقطة      |
| 9                     | Anders Foldager ‏        | الدنمارك     | الدنمارك                  | 12 نقطة      |
| 10                    | ياكوب كازماريك          | بولندا       | HRE Mazowsze Serce Polski | 12 نقطة      |
| مصدر: ProCyclingStats |                         |              |                           |              |

## تصنيف الفرق

### الفرق حسب الوقت
| تصنيف الفرق حسب الوقت | تصنيف الفرق حسب الوقت  | تصنيف الفرق حسب الوقت | تصنيف الفرق حسب الوقت |
| الفريق                | الفريق                 | البلد                 | الوقت                 |
| --------------------- | ---------------------- | --------------------- | --------------------- |
| 1                     | تريك سيغافريدو         | لوكسمبورغ             | 52 س 08 دقيقة 18 ث    |
| 2                     | دكونيك كويك ستب        | بلجيكا                | + 4 دقيقة 59 ث        |
| 3                     | Jumbo-Visma            | هولندا                | + 10 دقيقة 27 ث       |
| 4                     | Riwal Cycling Team     | الدنمارك              | + 10 دقيقة 37 ث       |
| 5                     | Uno-X Pro Cycling Team | النرويج               | + 12 دقيقة 39 ث       |
| مصدر: ProCyclingStats |                        |                       |                       |

## تصانيف فرعية

### تصنيف أفضل شاب
| تصنيف أفضل شاب        | تصنيف أفضل شاب             | تصنيف أفضل شاب | تصنيف أفضل شاب           | تصنيف أفضل شاب     |
| العداء                | العداء                     | البلد          | الفريق                   | الوقت              |
| --------------------- | -------------------------- | -------------- | ------------------------ | ------------------ |
| 1                     | رمكو أفينبول               | بلجيكا         | دكونيك كويك ستب          | 17 س 19 دقيقة 17 ث |
| 2                     | ماتياس سكجلموس جنسن        | الدنمارك       | تريك سيغافريدو           | + 4 دقيقة 06 ث     |
| 3                     | ريك بلومرز ‏                | هولندا         | Jumbo-Visma              | + 10 دقيقة 46 ث    |
| 4                     | Antonio Puppio ‏            | إيطاليا        | Qhubeka NextHash         | + 14 دقيقة 37 ث    |
| 5                     | Kasper Andersen (cyclist) ‏ | الدنمارك       | ColoQuick                | + 15 دقيقة 14 ث    |
| 6                     | سيباستيان غرينيار ‏         | بلجيكا         | لوتو سودال               | + 16 دقيقة 07 ث    |
| 7                     | Tim van Dijke ‏             | هولندا         | Jumbo-Visma              | + 17 دقيقة 03 ث    |
| 8                     | Sebastian Nielsen ‏         | الدنمارك       | Restaurant Suri-Carl Ras | + 19 دقيقة 53 ث    |
| 9                     | Frederik Irgens Jensen ‏    | الدنمارك       | BHS-PL Beton Bornholm    | + 21 دقيقة 44 ث    |
| 10                    | Fabio Mazzucco ‏            | إيطاليا        | Bardiani CSF Faizanè     | + 22 دقيقة 15 ث    |
| مصدر: ProCyclingStats |                            |                |                          |                    |

## وصلات خارجية
- الموقع الرسمي
- لمحة عن سباق طواف الدنمارك 2021 على موقع  ProCyclingStats   (برو  سايكلنج  ستاتس) - إحصاءات  محترفي  الدراجات.
- طواف الدنمارك 2021 على موقع إحصائيات الدراجات الإحترافية (الإنجليزية)